# Niranrit Jarernsuk
Niranrit Jarernsuk (tiếng Thái: นิรันดร์ฤทธิ์ เจริญสุข, sinh ngày 9 tháng 6 năm 1990) là một cầu thủ bóng đá cho câu lạc bộ Giải bóng đá Ngoại hạng Thái Lan Ubon UMT United.